# كيث تيسون
كيث تيسون (بالإنجليزية: Keith Tyson)‏ هو رسام بريطاني، ولد في 23 أغسطس 1969 في Ulverston ‏ في المملكة المتحدة.

## وصلات خارجية
- الموقع الرسمي